# Konstandinos Kliromonos
Konstandinos Kliromonos, gr. Κωνσταντίνος Κληρονόμος (ur. 13 stycznia 1940 w Heraklionie) – grecki polityk, prawnik i przedsiębiorca, poseł do Parlamentu Europejskiego IV kadencji.

## Życiorys
Absolwent studiów prawniczych na Uniwersytecie Narodowym im. Kapodistriasa w Atenach. Zawodowo związany z branżą żeglugową, był współzałożycielem i prezesem przedsiębiorstwa Minoan Lines. W latach 1989–1994 zajmował stanowisko burmistrza Heraklionu. Wchodził również w skład Komitetu Regionów. Od 1994 do 1999 sprawował mandat eurodeputowanego z ramienia Panhelleńskiego Ruchu Socjalistycznego, należąc do frakcji socjalistycznej. Pełnił m.in. funkcję wiceprzewodniczącego Komisji ds. Polityki Regionalnej.